# Waipu (Taichung)
Waipu (chinesisch 外埔區, Pinyin Wàipǔ Qū, Pe̍h-ōe-jī Gōa-po͘-khu) ist ein Bezirk (區,  Qū) der Stadt Taichung auf Taiwan, Republik China.

## Lage
Waipu liegt im Nordwesten des Stadtgebiets von Taichung. Die nördliche Grenze zum benachbarten Landkreis Miaoli bildet der Fluss Da’an Xi (大安溪,  Dà’ān Xī) und die südöstliche Bezirksgrenze wird vom Fluss Dajia Xi (大甲溪,  Dàjiǎ Xī) gebildet. Die benachbarten Stadtbezirke sind Dajia im Westen und Norden, Houli im Osten und Südosten, sowie Qingshui im Südwesten. Im Nordosten grenzt Waipu an die Stadtgemeinde Yuanli im Landkreis Miaoli.
Geologisch bzw. landschaftsgeographisch handelt es sich um ein Flussterrassengelände, das in erdgeschichtlicher Zeit durch die beiden genannten Flüsse geformt wurde. Das Gelände wird von Norden nach Süden in fünf Terrassen unterteilt. Die Höhe über dem Meeresspiegel nimmt von Südosten nach Nordwesten hin ab.

## Zum Ortsnamen
Die niedriger gelegenen nordwestlichen Ortsteile (Zhongshan, Maming, Dadong, Tieshan, Tucheng, Buzi) wurden aufgrund besserer Versorgung mit dem Wasser des Da’an Xi und Quellwasser früher entwickelt. Die höher gelegenen südöstlichen Gebiete (Yongfeng, Liufen, Sankan, Datong, Shuimei) des Yuemeishan (月眉山) wurden erst später erschlossen. Dieses zunächst unerschlossene Land wurde 埔,  Pǔ – „Ebene, Flachland“ genannt. Das östlich davon gelegene Gebiet erhielt den Namen Neipu („hinter Pu“, der alte Name für den Nachbarbezirk Houli), während das westlich davon gelegene Gebiet den Namen Waipu („vor Pu“) bekam.

## Geschichte

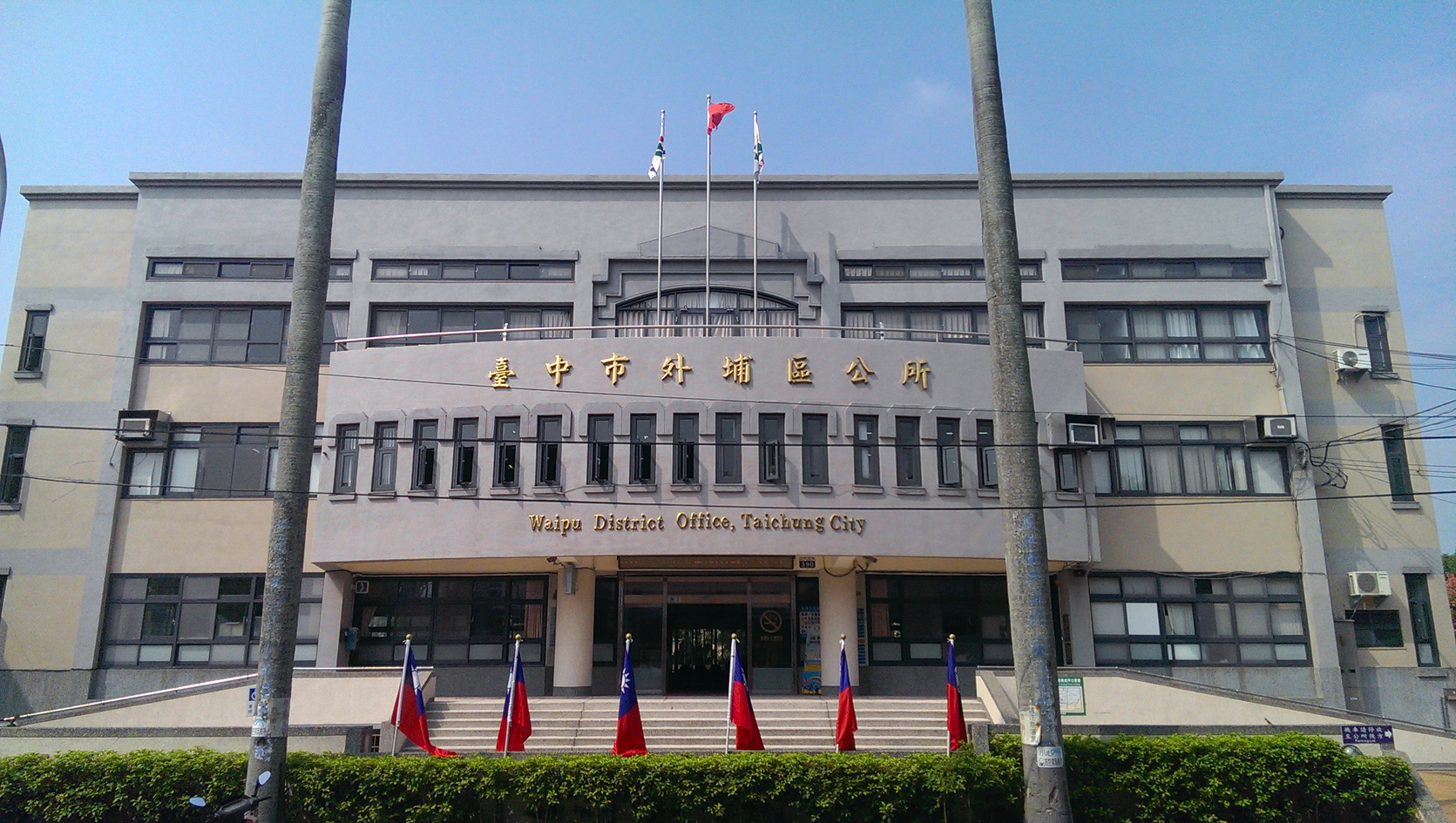
Bezirksbüro von Waipu

Die ursprüngliche Bevölkerung bestand aus Angehörigen austronesischer Ethnien (Pingpu). Im 17. Jahrhundert blieb die Gegend von Waipu außerhalb des Einflussgebiets der spanischen Kolonisatoren im Norden und der Niederländer im Süden Taiwans. Zur Zeit der Herrschaft Zheng Chenggongs wurde es locker im Kreis Tianxing (天興縣) organisiert. Während der anschließenden 212 Jahre Herrschaft des Kaiserreichs China der Qing-Dynastie über Taiwan (1683 bis 1895) änderten sich die Verwaltungsstrukturen insgesamt fünfmal und der Anteil von Han-Chinesen nahm durch stetige Einwanderung immer mehr zu. Während der Zeit der japanischen Herrschaft (1895 bis 1945) erfolgte 1920 eine größere Verwaltungsreform, die die Verwaltungseinheit Waipu in ihren heutigen Grenzen schuf. 1945 kam Taiwan zur Republik China und wurde eine Landgemeinde (鄉,  Xiāng) im Landkreis Taichung. Zum 25. Dezember 2010 wurde der Landkreis Taichung aufgelöst und vollständig in die Stadt Taichung inkorporiert. Alle Landkreisgemeinden, so auch Waipu, erhielten den Status von Stadtbezirken (區,  Qū).

## Bevölkerung
Im Februar 2021 lebten 217 Angehörige indigener Völker im Bezirk, entsprechend einem Bevölkerungsanteil von 0,7 %. Die größten Gruppen bildeten die Amis (77) und Paiwan (48).
| Gliederung von Waipu |
|                      |

## Verwaltungsgliederung
Waipu ist in 11 Ortsteile (里, Li) unterteilt:
1 Tucheng (土城里)

2 Buzi  (廍子里)

3 Tieshan (鐵山里)

4 Maming (馬鳴里)

5 Yongfeng (永豐里)

6 Liufen (六分里)

7 Zhongshan (中山里)

8 Dadong (大東里)

9 Datong (大同里)

10 Shuimei (水美里)

11 Sankan (三崁里)

## Wirtschaft

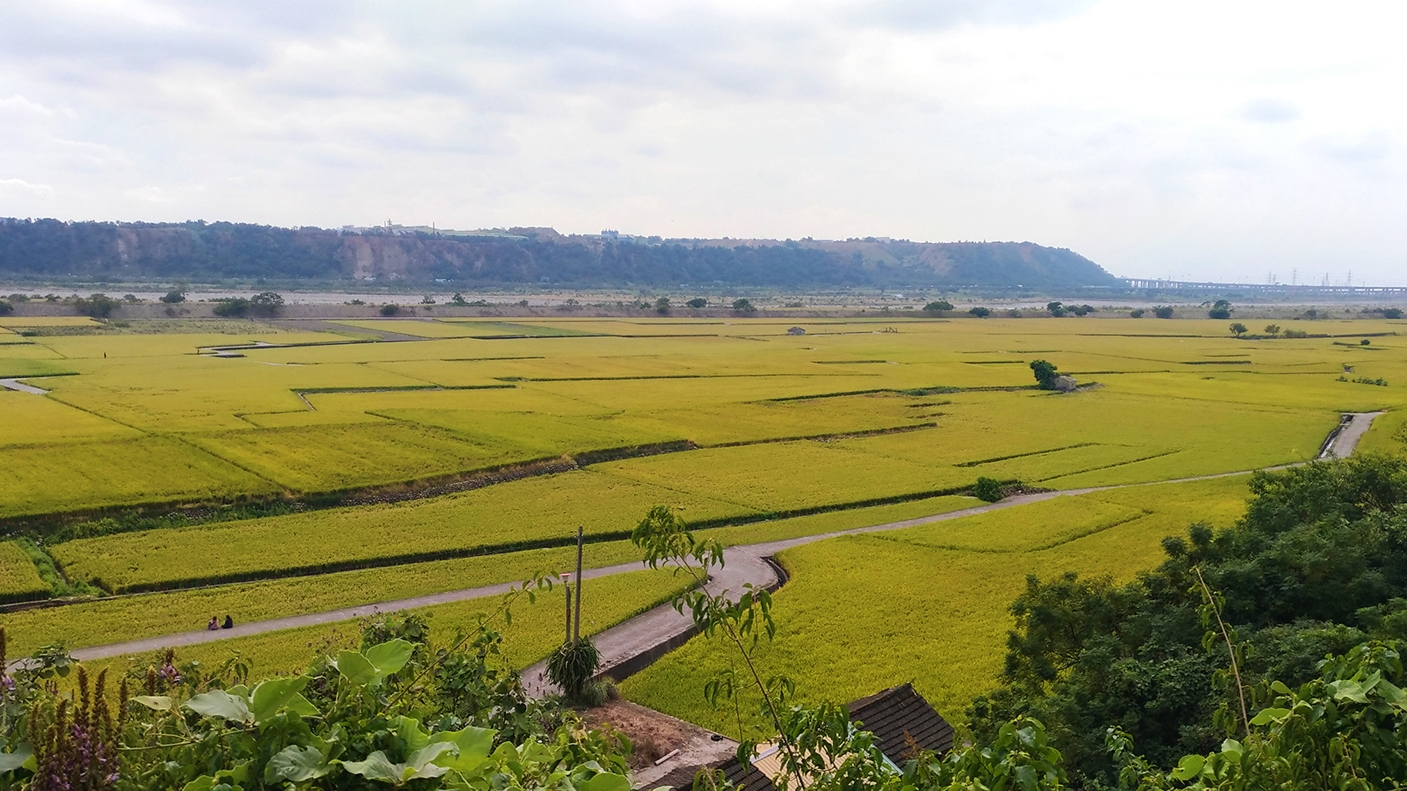
Reisfelder entlang des Dajia-Flusses

Ein traditionelles Gewerbe, das zur Zeit der japanischen Herrschaft zu einer gewissen Blüte kam, ist die Töpferindustrie, deren Entwicklung durch das reichliche Vorhandensein von Tonerde begünstigt wurde. Insgesamt ist Waipu stark landwirtschaftlich geprägt. Hauptanbauprodukte sind Reis, Zierblumen (Garten-Gladiolen, Lilien u. a.), diverse Obstsorten (Weintrauben, Passionsfrucht, Drachenfrucht, Pflaumen, Nashi-Birnen), Mandschurischer Wasserreis (Zizania latifolia), Zucht-Champignons, sowie Süßkartoffeln. An Nutztieren werden Schweine, Milchvieh und Geflügel gehalten.

## Verkehr
Größte Straße ist die Nationalstraße 3 (Autobahn), die von Norden kommend in einen Bogen nach Westen abbiegt und dann wieder Richtung Süden verläuft. Wichtigste Ost-West-Verbindung ist die Kreisstraße 132. Das Zentrum Waipus wird von der Trasse der Taiwanischen Hochgeschwindigkeitsbahn (THSR) durchzogen, die hier allerdings keinen Halt aufweist. Etwas westlich von Waipu führt die Küstenlinie (海線) der Taiwanischen Eisenbahn vorbei.

## Besonderheiten
In Waipu gibt es eine Reihe von älteren kulturhistorisch bemerkenswerten Häusern und mehrere Tempel. Dazu zählen der daoistische Wujisān Qingzong Daoyuan (無極三清總道院, ) aus dem Jahr 1988 im Ortsteil Shuimei, der den Drei Reinen gewidmet ist, außerdem der buddhistische Cilian-Tempel (慈蓮寺) im Ortsteil Tieshan, der nach dem großen Erdbeben von 1935 im Stil der Tang-Dynastie neu erbaut wurde, der Yuxian-Tempel (玉仙宮, ) in Liufen und der Kaitian-Tempel (開天宮, ), ebenfalls in Liufen, der sich ursprünglich im Bezirk Taiping befand und nach dem 921-Erdbeben im Jahr 1999 nach Waipu verlegt und dort wieder neu aufgebaut wurde.